# Marisotoma canaliculata
Marisotoma canaliculata är en urinsektsart som beskrevs av Fjellberg 1997. Marisotoma canaliculata ingår i släktet Marisotoma, och familjen Isotomidae. Arten är reproducerande i Sverige.